# Бронхоэктатическая болезнь
Бронхоэктатическая болезнь (греч. brónchos, трахея + éktasis, растягивание) — приобретённое или врождённое заболевание, характеризующееся хроническим нагноительным процессом в необратимо изменённых (расширенных, деформированных) и функционально неполноценных бронхах, преимущественно нижних отделов лёгких. Чаще встречаются вторичные бронхоэктазы, развивающиеся на фоне других бронхолёгочных заболеваний (туберкулёза лёгких, абсцесса лёгкого, хронического бронхита, пневмофиброза). Болеют преимущественно в детском и молодом возрасте, чаще мужчины.

## Классификация
В зависимости от того, каким образом расширены изменённые бронхи, бронхоэктазии разделяют на:
- цилиндрические — изменённый участок бронха похож на цилиндр;
- мешотчатые — стенка бронха выдувается в каком-то слабом месте в виде «мешка»;
- веретенообразные — бронхиальная стенка раздувается равномерно, но больше захватывает бронх по длине, из-за чего этот участок напоминает веретено;
- смешанные.

В зависимости от наличия ателектазов бронхоэктазии разделяют на:
- ателектатические;
- без ателектазов.

В зависимости от степени тяжести выделяют:
- лёгкую форму бронхоэктазии — полностью компенсированную;
- выраженную форму бронхоэктазии — симптомы нарастают, но компенсаторные механизмы частично справляются с болезнью;
- тяжёлую форму бронхоэктазии — компенсаторные механизмы не справляются с болезнью;
- осложнённую форму бронхоэктазии.

По распространённости бронхоэктазии выделяют:
- односторонние;
- двусторонние.

Различают две фазы болезни:
- обострение — разгар процесса;
- ремиссия — морфологические изменения в изменённых бронхах остаются теми же, но клиническая картина утихает[5].

## Симптомы и течение
При обострении, чаще в весенне-осенний период,
больные жалуются на кашель с гнойной мокротой, отходящей после ночного сна и в «дренажном положении», при котором мокрота лучше оттекает из поражённых бронхов; общее недомогание, повышение температуры тела. Может появиться кровохарканье, лёгочное кровотечение. Одышка при физической нагрузке, цианоз. Над лёгкими выслушиваются разнокалиберные влажные хрипы, уменьшающиеся после откашливания.

## Диагностика
Рентгенологическое обследование показывает грубый пневмосклероз, уменьшение объёма поражённой доли лёгкого. Помогают диагнозу бронхография, бронхоскопия. Рентген- компьютерная томография помогает определить объём поражения.

## Лечение
Консервативное — включает в себя антибиотики, бронхолитики и средства, разжижающие мокроту, лечебную физкультуру, массаж грудной клетки. В 2025 г. был одобрен бренсокатиб.
Физиотерапевтическое лечение возможно только при нормализации температуры и отсутствии кровохарканья. При ограниченных поражениях доли, сегмента лёгкого проводится хирургическое вмешательство.
Главным звеном консервативного лечения является санация бронхиального дерева, предусматривающая, с одной стороны, опорожнение последнего от гнойной мокроты, а с другой — местное воздействие антимикробными средствами на гноеродную микрофлору. Наряду с санацией путём лаважа с помощью инсталляций в поражённые бронхи через трансназальный катетер или при бронхоскопии вводятся растворы антисептиков, антибиотиков, муколитических средств и т. д. Существенное значение сохранили и вспомогательные средства, способствующие отхождению гнойной мокроты: так называемый постуральный дренаж, дыхательная гимнастика, вибрационный массаж грудной клетки и т. д. Большую пользу приносят правильно выбранный режим, общеукрепляющие процедуры, полноценное, богатое белками питание и т. д.
Радикальное хирургическое вмешательство не всегда показано и не может излечить всех больных бронхоэктазиями. Оптимальным возрастом для вмешательства следует считать 7-14 лет, поскольку в младшем возрасте не всегда точно удается установить объём и границы поражения [Пугачев А. Г. и др., 1970; Исаков Ю. Ф. и др., 1978, и др.].
Показания к резекции лёгких при так называемых «малых формах» следует ставить с определённой осторожностью, лишь после тщательной оценки динамики заболевания под влиянием консервативного лечения и повторных бронхографических исследований. У всех больных с достаточно выраженными и локализованными бронхоэктазиями поражённые отделы лёгкого могут быть удалены только при условии, что после резекции дыхательная функция будет обеспечиваться достаточным объёмом полноценной лёгочной ткани.
При односторонних бронхоэктазиях можно достигнуть максимального радикализма, оставив непоражённые отделы лёгкого или же, в крайнем случае, прибегнув к пневмонэктомии.
При двусторонних бронхоэктазиях с асимметричным поражением бронхиального дерева, при котором в одном из лёгких имеются небольшие расширения бронхов отдельных сегментов, допустима паллиативная резекция лёгкого на стороне большего поражения. Состояние больных после таких операций обычно существенно улучшается, и при обязательном диспансерном наблюдении и противорецидивном лечении нередко удаётся добиться клинического благополучия, причём изменения на неоперированной стороне, как правило, не прогрессируют.
При более или менее симметричном поражении бронхов обоих лёгких показана двусторонняя резекция, которую большинство хирургов предпочитают производить в два этапа с интервалом в 6-12 мес. Возможность такой резекции определяется объёмом неизменённой лёгочной ткани. При обширных двусторонних бронхоэктазиях с поражением верхних лёгочных сегментов оперативное лечение обычно не показано.